# Оползневе
О́ползневе (до 1945 року — Кікінеїз, крим. Kikineiz) — село в Україні, в Ялтинському районі Автономної Республіки Крим.
Уродженцем села є Едем Амет оглу Татаров — кримськотатарський активіст, поет.
В Оползневому знаходиться відділення радгоспу-заводу «Лівадія», а на східній околиці розташований дитячий пансіонат (колишній піонерський табір «Юний будівельник», де свого часу проводили канікули, відпочивали та навчалися діти працівників тресту «Тюмень-газбуд»).
Російська назва села пов'язана з грандіозним обвалом зсуву, що стався в цій місцевості в 1786 році.

## Розташування
За 1 км на південь від села знаходиться Чорне море. Саме село розташоване між Форосомі і Ялтою. До Фороса — 10 км на захід, до Ялти — 20 км на схід.

## Історія

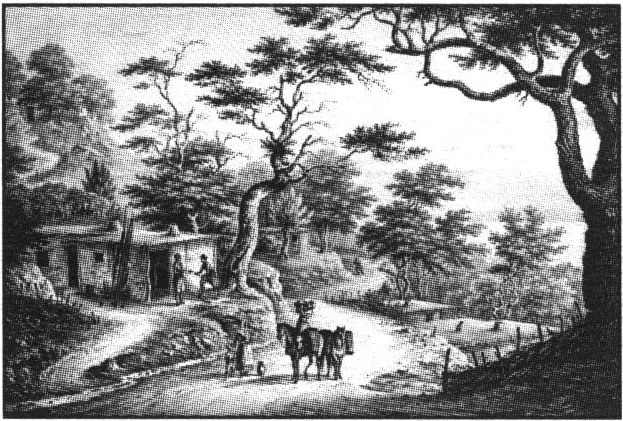
Фрідріх Йоганн Ґросс, Кікенеїз, 1842.

На вершині гори було одне з таврських селищ. У період раннього середньовіччя це місце займала візантійська фортеця.

## Земельні ділянки Медведчука і Козака
У селі розташовані земельні ділянки Медведчука і Козака. Там же він зустрічався із Путіним.